# Barranc de la Fou (Sant Esteve de la Sarga)
El Barranc de la Fou, és un barranc del terme de Sant Esteve de la Sarga, a la zona d'Alsamora.
Es forma a 1.528 m. alt., en el Serrat de la Corona, al Montsec d'Ares, a ponent de l'Observatori Astronòmic del Montsec, i a llevant de la Canal de Massierol.
Baixa de dret cap al nord, inclinant-se lleugerament cap al nord-est, fins que s'aboca en el barranc del Grau, a l'extrem sud-est del Cingle de Lledó.